# Mesomicetozoeus
Els mesomicetozoeus (Mesomycetozoea) (o clade DRIP o Ichthyosporea) són un petit grup protista, principalment paràsits dels peixos i altres animals.

## Importància
Aquest grup no té característiques morfològiques especialment distintives, i en els teixits biològics de l'hoste on es troben apareixen com esferes o òvals dilatats que contenen espores. La majoria van ser classificats originàriament com fongs, protozous i algues. El seu nom científic indica la seva posició en els arbres filgenètics en el mig ("Meso-") dels fongs ("-myceto-") i els animals ("-zoea").
És un grup germà del clade Filozoa.
Philip Donoghue, va trobar fòssils de la fauna Ediacara d'espores de mesomicetozous.

Arbre filogenètic dels eucariotes amb els Ichthyosporea

## Terminologia
El terme DRIP d'aquest clade és un acrònim per als primers protozous identificats en aquest grup, Cavalier-Smith posteriorment el vaconsiderar un clade anomenat Ichthyosporea, ja que tots ells eren paràsits dels peixos:
- ordre Dermocystida
  - "D": Dermocystidium.
  - "R": o "agent roseta", actualment anomenat Sphaerothecum destruens
- ordre Ichthyophonida
  - "I": Ichthyophonus
  - "P": Psorospermium